# لیپیه (شهرستان شویدوین)
لیپیه (به لاتین: Lipie) یک روستا در لهستان است که در گمینا رانبینو واقع شده‌است. لیپیه ۱۵۰ نفر جمعیت دارد.